# Will Kuluva
Will Kuluva (Kansas City, 2 maggio 1917 – Bequia, 6 novembre 1990) è stato un attore, produttore cinematografico e produttore televisivo statunitense.
È apparso nei film La tratta degli innocenti, Viva Zapata!, Operation Manhunt, La figlia di Caino, Delitto nella strada, Strategia di una rapina Va nuda per il mondo, La strada a spirale e I missili di ottobre. È apparso nella serie televisiva Gli intoccabili, Ai confini della realtà, Organizzazione U.N.C.L.E., Hawaii Squadra Cinque Zero, Operazione ladro, Primus, Missione Impossibile e Quincy tra gli altri.

## Morte
Muore il 6 novembre 1990 a Bequia, Saint Vincent e Grenadine all,età di 73 anni.

## Filmografia

### Cinema
- La tratta degli innocenti (Abandoned), regia di Joseph M. Newman (1949)
- Viva Zapata!, regia di Elia Kazan (1952)
- Operation Manhunt, regia di Jack Alexander (1954)
- La figlia di Caino (The Shrike), regia di José Ferrer (1955)
- Delitto nella strada (Crime in the Streets), regia di Don Siegel (1956)
- Strategia di una rapina (Odds Against Tomorrow), regia di Robert Wise (1959)
- Va nuda per il mondo (Go Naked in the World), regia di Ranald MacDougall (1961)
- La strada a spirale (The Spiral Road), regia di Robert Mulligan (1962)
- La spia dal cappello verde (The Spy in the Green Hat), regia di Joseph Sargent (1967)
- Il primo uomo diventato donna (The Christine Jorgensen Story), regia di Jacques R. Marquette (1970)
- I missili di ottobre (The Missiles of October), regia di Anthony Page (1974)

### Televisione
- The Alcoa Hour – serie TV, episodio 1x08 (1956)
- Corruptors (Target: The Corruptors) – serie TV, episodio 1x24 (1962)
- Bonanza – serie TV, episodio 4x10 (1962)
- The New Breed – serie TV, episodio 1x26 (1962)
- Going My Way – serie TV, episodio 1x01 (1962)
- Ai confini della realtà (The Twilight Zone) – serie TV, episodio 4x13 (1963)
- Ben Casey – serie TV, episodio 2x17 (1963)
- The Dick Powell Show – serie TV, episodio 2x24 (1963)
- The Nurses – serie TV, episodio 2x30 (1964)
- La legge di Burke (Burke's Law) – serie TV, episodio 3x01 (1965)
- Selvaggio west (The Wild Wild West) – serie TV, episodio 2x14 (1966)
- Squadra speciale anticrimine (The Felony Squad) – serie TV, episodio 1x24 (1967)
- I giorni di Bryan (Run for Your Life) – serie TV, episodi 2x16-2x17 (1967)
- Le spie (I Spy) – serie TV, episodio 2x27 (1967)
- Tarzan – serie TV, episodio 2x14 (1967)
- Lancer – serie TV, episodio 2x05 (1969)